# Martin Luther
Martin Luther (10. listopadu 1483 Eisleben – 18. února 1546 Eisleben) byl německý teolog, katolický kněz, univerzitní profesor, augustinianský mnich, kazatel a církevní reformátor, zakladatel luteránství, autor řady duchovních, politických, pedagogických spisů, církevních písní a překladů.

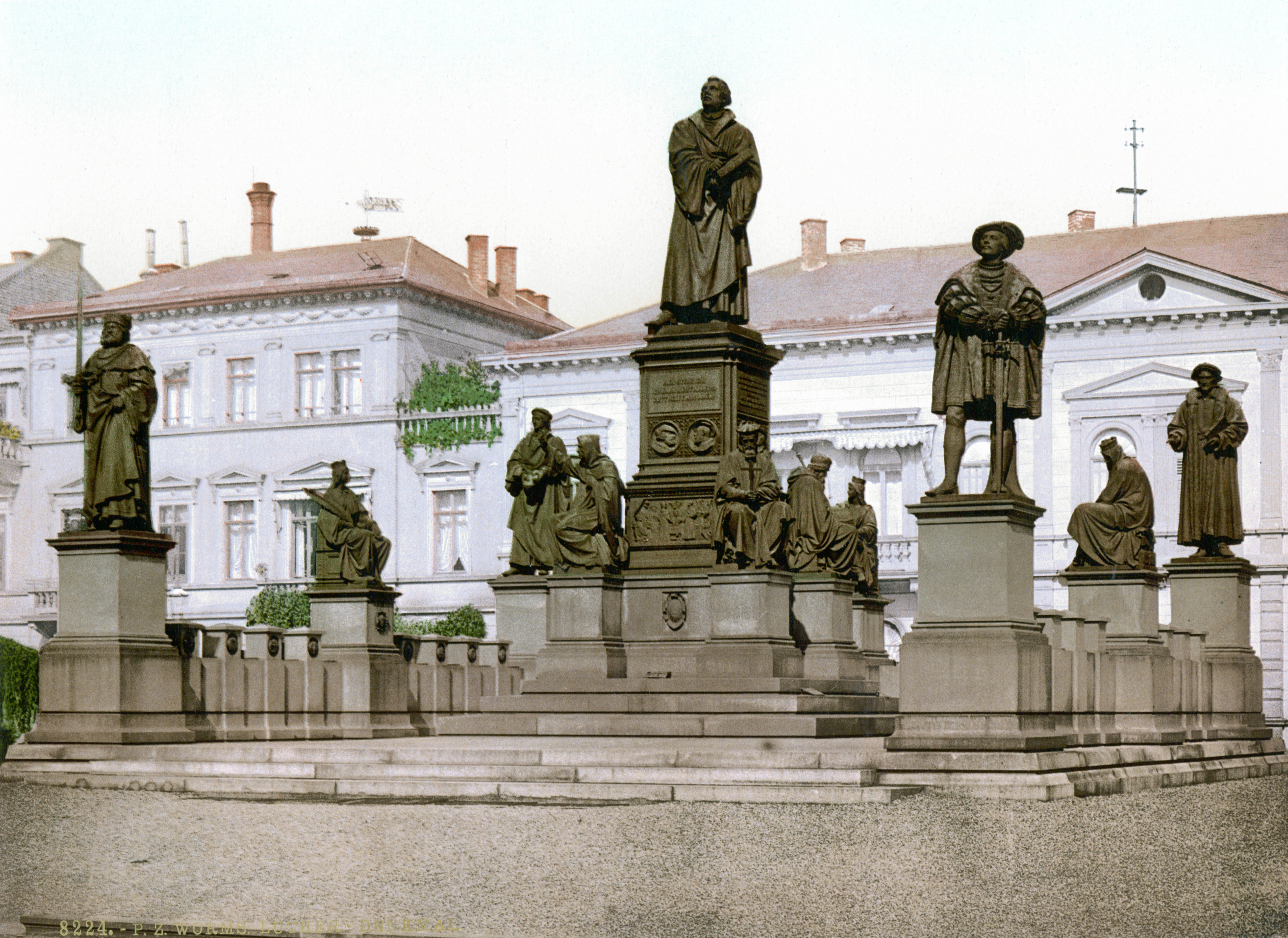
Socha Martina Luthera ve Wormsu

## Život
Martin Luther se narodil 10. listopadu 1483 v Eislebenu jako jedno z devíti dětí horníka Hanse Ludera. Vyrůstal v chudých poměrech, spojených s tvrdou výchovou. Jeho otec se postupně vypracoval na úspěšného podnikatele, což mu umožnilo financovat studia svého nadaného syna.
V letech 1501–1505 studoval na univerzitě v Erfurtu filozofii. Po získání titulu magistra se zapsal na studia práv, krátce poté se však rozhodl vstoupit do augustiniánského kláštera v Erfurtu. Ač byl vzorný mnich, pobyt v klášteře v něm od začátku vyvolával pochybnosti o možnosti spasení z vlastní moci. V roce 1507 byl vysvěcen na katolického kněze.
O rok později (1508) přešel na univerzitu ve Wittenbergu, kde s krátkými přestávkami – 1511 cestoval ve věci svého řádu do Říma – přednášel filozofii, později i teologii. V roce 1512 se stal doktorem teologie a získal doživotní biblickou profesuru a od roku 1513 započal ve Wittenbergu kazatelskou činnost. V tomto období Luther překonal své pochybnosti a při studiu Písma dospěl k poznání, že Písmo obsahuje vše, co je zapotřebí znát k dosažení spásy. Spasení a Boží milosti se dostane každému, kdo je vírou přijme.
Zkušenosti s rozporem mezi svým svědomím, vycházejícím ze studia bible, a oficiálním učením tehdejší církve a její praxí přivedly Luthera ve Wittenbergu 31. října 1517 k uveřejnění 95 tezí, určených pro akademickou diskusi, které zejména kriticky reagovaly na praxi odpustků (obecně rozšířená legenda o tom, že je přibil na vrata kostela, není zcela potvrzená[zdroj⁠?!]). (Papež Lev X. vydal v roce 1515 bulu o prodeji odpustků pro stavbu svatopetrského chrámu v Římě.) Teze, které se bez vědomí Luthera rychle rozšířily, vyvolaly kvůli tehdejší všeobecné nespokojenosti s církví velký ohlas. Oficiální místa zprvu reagovala přes obviňování z kacířství ze strany dominikánů velmi zdrženlivě, Luther byl totiž chráněncem saského kurfiřta Fridricha III. Moudrého (rod Wettinů). Místo aby šel do Říma, kam byl předvolán, prosadil kurfiřt, aby Luthera vyslechl kardinál Kajetán v Augsburgu (1518). Ten Lutherovi pohrozil klatbou. V roce 1519 se Luther účastnil disputace s Eckem v Lipsku, ve které popřel neomylnost papeže a koncilů. Poté, dne 15. 6. 1520, vydal Řím bulu Exsurge Domine, kterou byly Lutherovy knihy a spisy zakázány. Luther reagoval vydáním reformačních spisů, ve kterých své názory dále obhajoval. Když po jejich veřejném pálení sám reagoval spálením papežské buly, nařídil Lev X. v roce 1521 jeho exkomunikaci. Když své teze Luther neodvolal ani na říšském sněmu ve Wormsu, vydal císař Karel V. proti Lutherovi wormský edikt (prohlášení kacířem, zákaz tisku jeho spisů). Fridrich III. Moudrý nechal Luthera bezprostředně poté unést do azylu na hrad Wartburg, kde reformátor pobýval v letech 1521–1522. Zde překládal bibli.

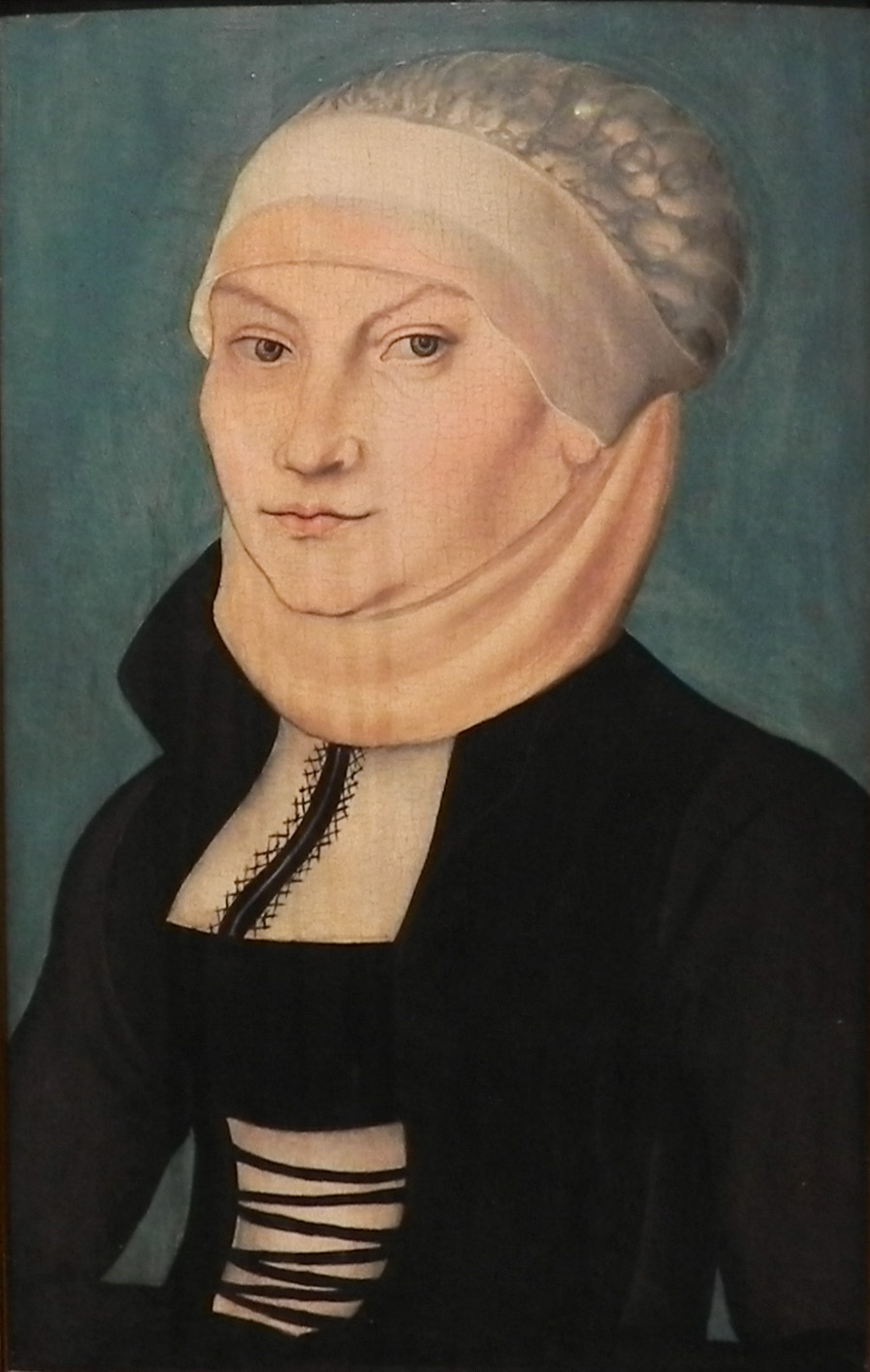
Lutherova manželka Kateřina von Bora na portrétu Lucase Cranacha st.

Lutherovy myšlenky se mezitím lavinovitě šířily a vyvolávaly v celé zemi bouřlivé přijetí. Od radikálních projevů příznivců nového učení se Luther od počátku ostře distancoval. Roku 1522 se vrátil do Wittenbergu, aby učinil přítrž obrazoborectví. V roce 1524 začal opět přednášet, vystupoval proti Tomáši Müntzerovi, který svým kázáním podněcoval sedláky k nepokojům. Dne 13. června 1525 uzavřel Luther manželství s bývalou jeptiškou Kateřinou von Bora. Roku 1528 se reformátor zúčastnil vizitací na farnostech v saském kurfiřtství, při kterých se přesvědčil o jejich duchovně zaostalém stavu. Marburské náboženské rozhovory 1529, na kterých diskutoval mj. s Zwinglim, s cílem vytvořit teologickou jednotu evangelické strany proti katolíkům, ztroskotaly.
Se svým spolupracovníkem Philippem Melanchthonem položil Luther základy institucializované nové, evangelické církve (Melanchthonovo Augsburské vyznání z roku 1530). Překlad Starého zákona Luther dokončil za spolupráce jiných wittenberských teologů v roce 1534. Ve zbývajícím období svého života se věnoval podpoře nově vznikající instituce, řešení církevně-politických a praktických teologických otázek a v neposlední řadě vydal řadu ostrých polemických spisů. Před svou smrtí trpěl přepracováním. Zemřel v Eislebenu dne 18. února 1546 ve věku 62 let.

## Teologická pozice

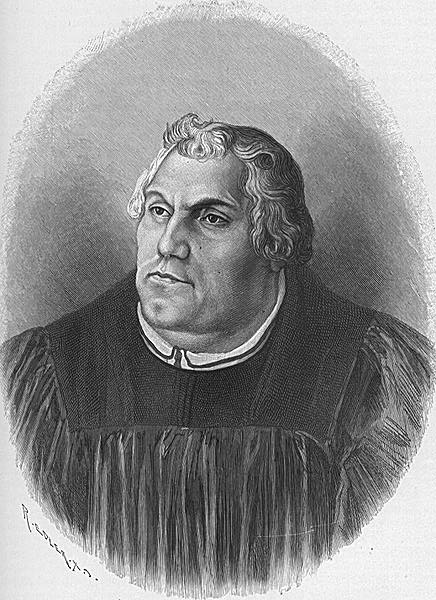
Martin Luther

Luther zpočátku neusiloval o založení nové církve, ale o reformu stávající církve na základě těchto pěti reformačních zásad (v pořadí logiky spásy):
- Sola gratia: Boží milost je dar, není možné si ji nijak zasloužit nebo koupit.
- Solus Christus: Dárcem spásy člověka je jedině Kristus.

- Sola scriptura: Autorita Písma je vyšší než autorita církve.

- Sola fide: Člověka ospravedlňuje jeho víra, nikoli dobré skutky.
- Soli Deo gloria: Pouze Bohu sláva.

Z nich vyplývají i negativní stanoviska k otázkám pelagianismu (skutkaření), sedmi svátostí, uctívání svatých a Marie, učení o očistci, papežství atd.
O sto let starší kritickou pozici Husovu Luther zpočátku neznal. Teprve po výtce svých protivníků, že se hlásí k Husovu kacířství, se s dílem Husovým seznámil a otevřeně se pak přiznal k tomu, že s Husem (a Johnem Viclefem) sympatizuje.

### Postoj k Židům
Lutherův postoj k Židům prošel určitým vývojem. Zpočátku je v jeho díle patrná jistá snaha o vstřícnost vůči Židům. Ve spise Daß Jesus Christus ein geborener Jude war (1523) vyzýval křesťany, aby Židy nepohrdali, protože „spása přišla z nich a nikoli z nás“. Později své názory přehodnotil a zařadil se mezi ostré kritiky židovství, o čemž svědčí Lutherovy pozdní spisy Brief wider die Sabbather an einen guten Freund (Dopis proti Sabatistům dobrému příteli) (1538), Von den Jüden und ihren Lügen (O Židech a jejich lžích) (1543) a Vom Schem Hamphoras und vom Geschlechte Christi (1544); v těchto pozdních spisech však již neargumentuje exegeticky z Bible.[zdroj?]

## Martin Luther a české země
Lutherovo vystoupení mělo ohlas i v českých zemích. České překlady některých jeho spisů byly vydány již v letech 1520 a 1521. K prvnímu rozmachu luterství došlo v roce 1523, kdy se Havel Cahera, tehdy Lutherův stoupenec, stal administrátorem kališníků (strany pod obojí, utrakvistů) a farářem v Týnském chrámě. Synoda, kterou jako administrátor církve v roce 1524 vedl, učinila řadu usnesení v luterském smyslu. Později však získali převahu konzervativní kališníci a obě strany pak spolu soupeřily.
Česká Jednota bratrská navázala písemný styk s Martinem Lutherem v letech 1522 až 1524, a 1533-1542, kdy si navzájem vyjasňovali teologické otázky; roku 1542 došlo i k osobnímu setkání delegace, kterou vedl biskup Jednoty Jan Augusta. Vzájemné styky byly přátelské, ale obě strany byly ve svých postojích neústupné a došlo k postupnému odcizování německých luteránů a Jednoty. Ta se vydala vlastní cestou, která byla přerušena vývojem po Bílé hoře.

### Martin Luther a současné Česko
Luterská evangelická církev augsburského vyznání v České republice (LECAV) je luterskou církví v ČR působící na Těšínsku v Moravskoslezském kraji. V Českém Těšíně je po něm také pojmenováno náměstí u evangelického (českobratrského) kostela, v Hrádku nad Nisou ulice. Osobnost Martina Luthera připomíná jeho pomník v Aši. V Plzni je po něm pojmenována soukromá základní škola. Lutherův odkaz systematicky rozvíjí Lutherova společnost v Praze a Sdružení Martina Luthera, z. s., v Českém Těšíně.

## Dílo
Luther byl velmi plodný spisovatel. Jeho nejvýznamnějším dílem je překlad Bible do němčiny.
Výmarská edice Lutherova díla (Weimarer Ausgabe - ve zkratce hojně používané - WA) čítá 127 svazků (asi 80 000 stran) a byla vydávána od roku 1883 do roku 2005.
Stručný výběr:

### Překlady
- Bible – Nový zákon poprvé 1522, Starý zákon 1534. Lutherovo životní dílo, na jehož redakčních úpravách pracoval až do své smrti (Za Lutherova života vyšlo ve Wittenbergu 83 vydání a dále 253 přetisků). Lutherova Bible, přeložena z původních jazyků, se od reformace používá v liturgii evangelických církví v německy hovořících zemích. Poslední revize vyšla v roce 1984. K obrovskému rozšíření a popularitě Lutherovy Bible ve své době přispěl nejen Gutenbergův vynález knihtisku, ale i srozumitelný styl překladu (Luther někdy hledal i několik dní vhodný výraz, aby byl čtenáři překlad srozumitelný, nepřekládal doslovně) a použitý jazyk, který měl oslovit lid v jižní (hovořící horní němčinou) i severní části Německa (hovořící dolní němčinou). Lutherova němčina, vycházející z jazyka míšeňského kancléřství a lidového jazyka, měla velký vliv na sjednocovací tendence němčiny a další vývoj spisovného jazyka.
- Ezopovy Bajky (1530)

### Spisy
- 95 tezí (1517)

Tomus secundus omnium operum, 1562

- Promluva o odpustcích a milosti (1517)
- Křesťanské šlechtě německého národa o zlepšení stavu křesťanstva (1520)
- O dobrých skutcích (1520)
- Zvěst o babylónském zajetí církve (1520)
- O svobodě křesťanského člověka (1520)
- O světské vrchnosti (1523)
- O zotročené vůli (1525)
- Proti loupežným a vražedným hordám sedláků (1525)
- Malý katechismus (1529)
- Velký katechismus (1529)
- List o tlumočení (1530)
- Šmalkaldské články (1537)
- Proti Hanswurstovi (1541)
- Proti židům a jejich lžím (1542)
- Proti římskému papežství, založenému od ďábla (1545)
- Vyobrazení papežství (1545)

Překlady do češtiny
- M. Luther: O dobrých skutcích. Praha 1987
- M. Luther: O světské vrchnosti. Heršpice 1993
- LUTHER, Martin. O Klíčích Kristových. O Církvi Svaté. Praha : Lutherova společnost 2005. 122 s. ISBN 80-903632-0-2.
- LUTHER, Martin: O mši a kněžském pomazání. Praha : Lutherova společnost 2006. 140 s. ISBN 978-80-903632-3-6.
- LUTHER, Martin: Kdybych měl nekonečně světů... Výbor z díla I. Praha : Lutherova společnost 2009. 234 s. ISBN 978-80-903632-6-7.
- LUTHER, Martin: Je jeden veliký kopec... Výbor z díla II. Praha : Lutherova společnost 2010. 180 s. ISBN 978-80-904459-0-1.
- LUTHER, Martin. Bůh je rozpálená pec plná lásky : malý slovník od almužny po život, přel. Petr Gallus, Ondřej Kolář, Ondřej Macek a Jan Zámečník. Ondřej Macek (ed.). Praha: Kalich, 2017, ISBN 978-80-7017-235-3
- Martin Luther. Dopisy blízkým. Praha : Biblion 2017. 173 s. ISBN 978-80-87282-33-5.

### Písně
- Hrad přepevný jest Pán Bůh náš (luteránská „hymna“) – Ein feste Burg
- Z hluboké nouze – Aus tiefer Not
- Všichni věříme v jednoho Boha – Wir glauben all an einen Gott